# 貢斯基興
貢斯基興是奧地利的城鎮，位於該國北部，由上奧地利負責管轄，面積36平方公里，海拔高度352米，2012年人口5,719。第二次世界大戰期間，納粹德國在該鎮設立集中營。

## 外部連結
- Official site （页面存档备份，存于）